# Hasan Isaev
Hasan Isaev (Bisertsi, Bulgaria, 9 de noviembre de 1952) es un deportista búlgaro retirado especialista en lucha libre olímpica donde llegó a ser campeón olímpico en Montreal 1976.

## Carrera deportiva
En los Juegos Olímpicos de 1976 celebrados en Montreal ganó la medalla de oro en lucha libre olímpica de pesos de hasta 48 kg, por delante del luchador soviético Roman Dmitriyev (plata) y del japonés Akira Kudo (bronce).